# Altair 8800
El Altair 8800 de MITS fue un microordenador diseñado en 1974, basado en la CPU Intel 8080. El interés por este equipo creció rápidamente después de que se presentó en la portada de enero de 1975, de la revista Popular Electronics, con cientos de kits para armar destinados a los aficionados, y se sorprendieron al vender diez veces esa cantidad solo en el primer mes. El Altair también apeló a las personas y empresas que sólo querían un computador y presentó una versión ya ensamblada. Hoy en día, la Altair es ampliamente reconocida como la chispa que condujo a la revolución del computador personal durante los años siguientes: El bus de computador diseñado para la Altair se convirtió en un estándar de facto conocido como el bus S-100. El primer lenguaje de programación para la máquina fue el Altair BASIC, escrito por Bill Gates y Paul Allen, quienes inmediatamente después fundarían Microsoft.

## Historia
Ed Roberts y Forrest M. Mims III se conocieron mientras prestaban servicio en el laboratorio de armamento de la Fuerza Aérea de los Estados Unidos en la base de Kirtland, Nuevo México. Ellos decidieron utilizar su experiencia en electrónica para producir pequeños kits para aficionados de modelos de cohetes. Junto con Stan Cagle y Robert Zaller, Roberts y Mims crearon MITS (Micro Instrumentation Telemetry Systems) en el garaje de Roberts en Albuquerque, Nuevo México, y comenzaron a vender radiotransmisores e instrumentos para los modelos de cohetes.

### Antecedentes
Los kits de cohetes modelo fueron un éxito modesto y MITS quería probar un kit que atrajera a más aficionados. La edición de noviembre de 1970, de Popular Electronics presentó el Opticom, un kit de MITS que enviaría voz a través de un haz de luz Led. Mims y Cagle estaban perdiendo interés en el negocio de kits de manera que Roberts compró el negocio a sus socios en 1969 y se mudó a un local más grande donde comenzó a desarrollar un kit de calculadora. La empresa "Electronic Arrays" acababa de anunciar un conjunto de 6 circuitos integrados LSI que conformarían una calculadora de cuatro funciones. MITS lanzó el kit de calculadora MITS 816 y fue presentado en la edición de noviembre de 1971 de Popular Electronics. Mims escribió los manuales para algunos de los productos a cambio de kits. En 1972, Texas Instruments desarrolló su propio chip de calculadora y comenzó a vender calculadoras completas en menos de la mitad del precio. MITS fue devastada por esto, al igual que muchas otras compañías, y Roberts luchó para reducir la carga de su deuda de un cuarto de millón de dólares.
Con el lanzamiento del primer microprocesador 8 bits, el Intel 8008, en 1972, y su sucesor, el 8080 con mayor poder, en 1974, algunos aficionados comenzaron a diseñar kits de microcomputadores. En julio de 1974, uno de esos diseños, el Mark-8 de Jonathan Titus, basado en el Intel 8008, fue anunciado en la revista Radio-Electronics. El diseño fue realizado en papel, requiriendo a quien lo construyera buscar las piezas una a la vez hasta encontrarlas, una tarea que era básicamente imposible fuera del estado de California. Aunque el Mark-8 no fue un éxito, los editores de Popular Electronics decidieron que ellos serían los primeros en entregar un kit real de microcomputador. En este punto, la historia se convierte en algo menos clara.

### El diseño
En una versión de la historia, relatada por el editor de series Art Salsberg, la publicación Popular Electronics tenía otro diseño más simple basado en los trabajos de Jerry Odgen, un antiguo colaborador de la publicación. Sin embargo, esos diseños consistían en "hacks", y Salsberg se dio cuenta de que ellos necesitaban algo mucho mejor como contrapartida a la Mark-8. Aproximadamente en esa época, Ed Roberts se acercó a la redacción de la revista con su propio diseño, basado en una tarjeta de circuito impreso en lugar de cableado soldado a mano. La versión de la historia, por parte de Les Solomon es similar, pero localiza la reunión clave entre él y Forrest Mims , otro colaborador de la revista, quien le habló sobre el proyecto de Roberts. Realmente, la reunión con Solomon ocurrió años antes, cuando los cuatro socios de la empresa MITS intentaban desarrollar nuevos productos para complementar los de telemetría para modelos de cohetes. Esto ocurrió varios años antes de que MITS entrara en el negocio de computadores. Forrest Mims, quien corrigió muchos errores en la temprana sección sobre el MITS de este artículo, se va del grupo, con Solomon y Salsberg decidiendo llamar a Roberts. Después de que Roberts diseñara el Altair, con la ayuda de Bill Yates (que no se debe confundir con Bill Gates), Mims escribió el manual del operador a cambio de los primeros Altair. El Altair de Mims ha estado en exhibición en el Museo Nacional de Historia Natural de la Institución Smithsoniana en Washington D. C. desde 1990.
Roberts buscó una oferta en CPU, y finalmente habló con Intel para que le proveyeran de procesadores 8080 cosméticamente imperfectos por U$S75, cuando se vendían normalmente por 360. De hecho la oferta no era absolutamente tan buena como Roberts pensó en ese entonces; Intel eligió el precio de 360 simplemente como juego de palabras sobre el famoso mainframe IBM System/360. El nombre finalmente decidido para el computador vino de Lauren, la hija de 12 años de Solomon. Ella sugirió Altair, que era el destino de la nave estelar Enterprise durante un episodio de Star Trek que ella estaba viendo.
La primera muestra funcional fue enviada inmediatamente por tren a Nueva York. Sin embargo, nunca llegó debido a una huelga en la compañía de envío. La primera muestra de esta máquina, que es piedra angular de la industria de la computación personal, se pierde de esta manera para la historia. Solomon había tomado un número de fotos de la máquina y escribió el artículo basado en ellas, mientras Roberts trabajaba en la construcción de un reemplazo. Todo vino junto, y el kit estaba disponible oficialmente el 19 de diciembre de 1974.

### El lanzamiento
El kit fue primero anunciado en la edición de enero de 1974 de la Popular Electronics. La coordinación parecía justo a tiempo. Los aficionados de la electrónica se trasladaban a las computadoras en la medida que más y más electrónica se volvía digital, pero ellos se veían frustrados por la baja potencia y flexibilidad de los pocos kits que ya estaban en el mercado. La Altair tenía suficiente fuerza para ser realmente útil, y fue diseñada alrededor de un sistema expandible que la abrió a toda clase de experimentos. La idea de MITS era salir de la bancarrota, y se contentaba con vender en el primer año unos 200 de estos kits, por lo que publicó un aviso en la revista Popular Electronics. El éxito fue tan grande, que vendieron más de 2000 el primer mes, incluyendo 200 en un solo día. 
Seis meses después, la empresa estadounidense IMSAI lanzó su computador IMSAI 8080, que incluyó teclado, monitor y un controlador para discos flexibles. Ed Roberts estaba molesto, y pasó una creciente cantidad de su tiempo intentando responder a esta competidora en lugar de mejorar la Altair. Ya en 1976 había un número de máquinas mucho mejor construidas en el mercado, y cuando Roberts comenzó a exigir a las nuevas tiendas de computadoras que estaban apareciendo, que vendieran solamente las máquinas Altair, ellas en lugar de esto apuntaron a la competencia y esto hizo que MITS saliera rápidamente del mercado informático que la empresa había creado.

## Descripción
En el primer diseño de la Altair, las partes necesarias para hacer una máquina completa no cabían en una sola tarjeta madre, y la máquina consistía en cuatro tarjetas apiladas una encima de la otra con unas separaciones. Otro problema que enfrentaba Ed Roberts fue que las partes que se necesitaban para hacer una computadora verdaderamente útil no estaban disponibles, o no serían diseñadas con tiempo para la fecha de lanzamiento en enero, por lo que, durante la construcción del segundo modelo, él decidió construir la mayor parte de la máquina en forma de tarjetas extraíbles, reduciendo la tarjeta madre solo a una interconexión entre las tarjetas o backplane. La máquina básica consistió en cinco tarjetas, incluyendo la CPU en una y la memoria en otra. Buscó entonces un proveedor de conectores o conectadores económicos, y encontró unos de borde de 100 contactos. Esta arquitectura fue denominada bus S-100 la cual finalmente fue reconocida por la comunidad profesional de la computación y fue adoptada como el estándar para bus de computadora IEEE-696.
La Altair se despachaba en una carcasa de dos piezas. El backplane y la fuente de alimentación fueron montadas en una placa base, junto con la parte delantera y trasera de la caja. La "tapa" tenía la forma de una letra C, formando el tope, y los lados izquierdo y derecho de la caja. El panel frontal, el cual estaba inspirado en la minicomputadora Data General Nova, incluyó 25 interruptores de palanca para funciones como el encendido y apagado, controles diversos y alimentación de datos binarios directamente en la memoria de la máquina, y 8 LEDs rojos para leer los valores de retorno.
Programar la Altair era un proceso extremadamente tedioso en el cual el operador accionaba las palancas de los interruptores a las posiciones que correspondían a una instrucción del microprocesador 8080 u opcode, entonces se utilizaba un interruptor especial para introducir el código en la memoria de la máquina, y después se repetía este paso hasta que todos los opcodes de un programa probablemente completo y correcto estaban en su lugar. Cuando la máquina se vendió por primera vez, los interruptores y las luces eran la única interfaz, todo lo que se podía hacer con la máquina eran programas para que las luces centellearan. Sin embargo, muchas fueron vendidos en esta forma. Roberts estaba trabajando para crear tarjetas y dispositivos adicionales, incluyendo un lector de cinta de papel para el almacenamiento, tarjetas adicionales de memoria RAM y una interfaz RS-232 para conectarse a un terminal de teletipo apropiado.

## Software

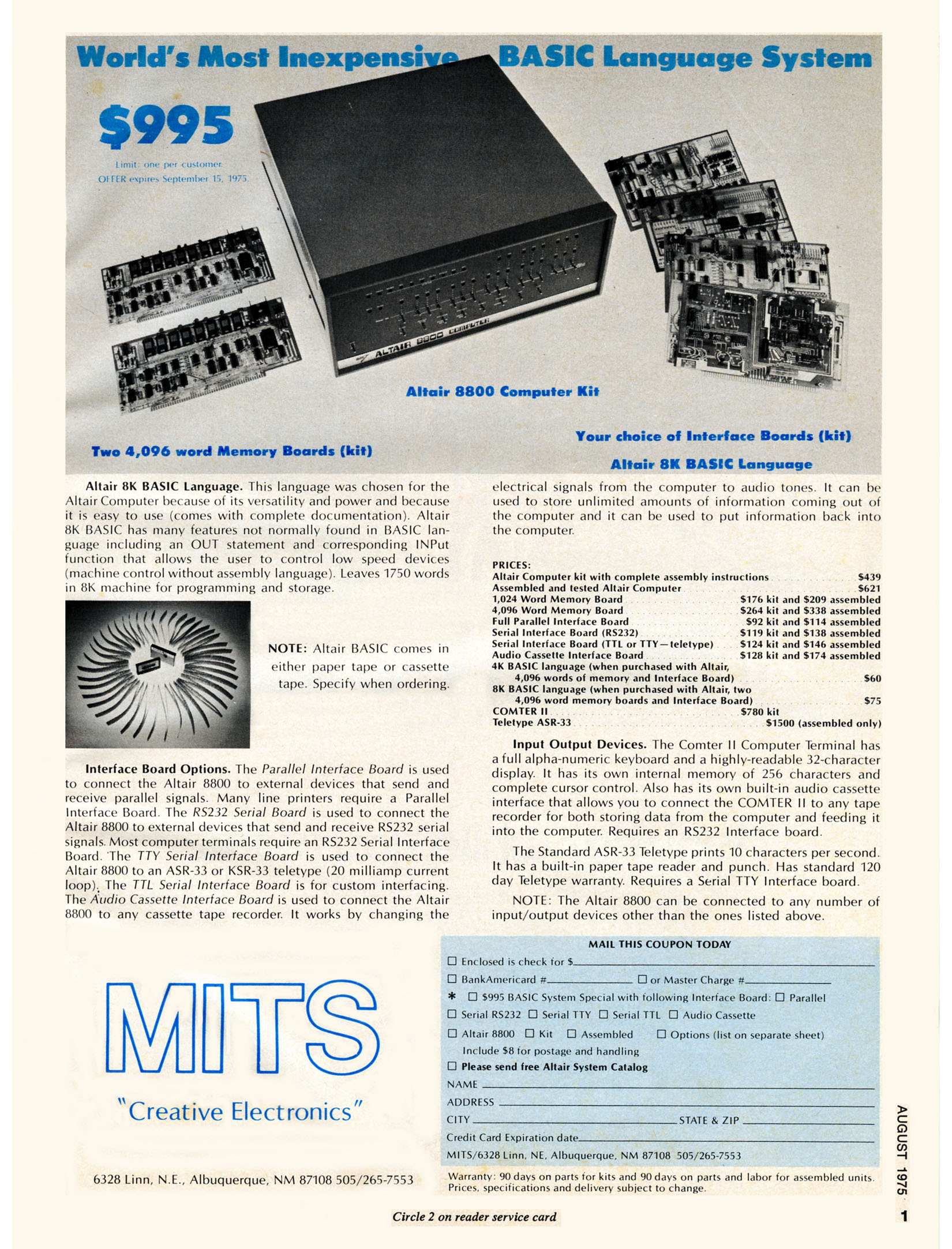
Un kit de Altair 8800 con 8 KB de memoria y Altair BASIC costaba sólo $995 en agosto de 1975.

Alrededor de este tiempo Roberts recibió una carta de la compañía Traf-O-Data en la que se le preguntaba si él estaría interesado en adquirir una variante del lenguaje de programación BASIC para la máquina. Él llamó a la compañía y se encontró con un hogar privado, en donde nadie había oído hablar de algo como el BASIC. De hecho la carta había sido enviada por Bill Gates y Paul Allen del área de Boston, y no tenían ningún lenguaje BASIC que ofrecer. Cuando ellos llamaron a Ed Roberts, él expresó su interés, y los dos comenzaron el trabajo en su intérprete BASIC usando un simulador hecho por ellos mismos para el 8080 en una minicomputadora PDP-10. Ellos calcularon que tenían 30 días antes que algún otro hiciera el primer movimiento decisivo, y una vez que tuvieron una versión funcionando en el simulador, Allen voló a Albuquerque para entregar el programa en una cinta de papel, el cual era el Altair BASIC (también conocido como MITS 4K BASIC). El software funcionó en la Altair al primer intento, y Gates pronto se unió a él y crearon la empresa Micro-Soft, hoy conocida como Microsoft.